# Campeonato Asiático de Atletismo de 2013 - Lançamento de martelo masculino
A prova do lançamento de martelo masculino do Campeonato Asiático de Atletismo de 2013 foi disputada no dia 6 de julho de 2013 no Shree Shiv Chhatrapati Sports Complex em Pune, na Índia. 

## Recordes
Antes desta competição, os recordes mundiais e do campeonato nesta prova eram os seguintes:
|                       | Nome           | Nacionalidade   | Distância | Local     | Data                 |
| --------------------- | -------------- | --------------- | --------- | --------- | -------------------- |
| Recorde mundial       | Yuriy Sedykh   | União Soviética | 86m 74cm  | Estugarda | 30 de agosto de 1986 |
| Recorde do campeonato | Koji Murofushi | Japão           | 80m 45cm  | Colombo   | 10 de agosto de 2002 |
| Recorde asiático      | Koji Murofushi | Japão           | 84m 86cm  | Praga     | 29 de junho de 2003  |

## Medalhistas
| Ouro                  | Prata                | Bronze         |
| Dilshod Nazarov (TJK) | Ali Al-Zinkawi (KUW) | Qi Dakai (CHN) |

## Cronograma
Todos os horários são locais (UTC+5:30).
| Data       | Hora  | Evento |
| ---------- | ----- | ------ |
| 6 de julho | 17:00 | Final  |

## Final
A final da prova ocorreu dia 6 de julho às 17:00.
| Posição           | Atleta               | Nacionalidade | #1    | #2    | #3    | #4    | #5    | #6    | Resultados | Notas            |
| ----------------- | -------------------- | ------------- | ----- | ----- | ----- | ----- | ----- | ----- | ---------- | ---------------- |
| Medalha de ouro   | Dilshod Nazarov      | Tajiquistão   | 77.19 | 78.08 | 75.53 | 77.86 | x     | 78.32 | 78.32      |                  |
| Medalha de prata  | Ali Al-Zinkawi       | Kuwait        | 73.09 | x     | 69.40 | 74.52 | 70.81 | 74.70 | 74.70      |                  |
| Medalha de bronze | Qi Dakai             | China         | 69.99 | 71.77 | 72.45 | 74.19 | 72.93 | 69.81 | 74.19      |                  |
| 4                 | Lee Yun-Chul         | Coreia do Sul | x     | 70.34 | 70.40 | 70.49 | 70.16 | 72.98 | 72.98      | Recorde nacional |
| 5                 | Kaveh Mousavi        | Irão          | 69.09 | x     | 71.43 | 69.41 | x     | x     | 71.43      |                  |
| 6                 | Hiroshi Noguchi      | Japão         | 61.31 | 64.35 | 68.18 | 67.37 | 68.96 | 68.99 | 68.99      |                  |
| 7                 | Reza Moghaddam       | Irão          | x     | 67.53 | 68.61 | x     | x     | x     | 68.61      |                  |
| 8                 | Chandrodaya Singh    | Índia         | x     | 66.32 | 66.01 | 67.42 | 65.69 | 64.84 | 67.42      |                  |
| 9                 | Lam Wai              | Hong Kong     | 59.36 | 61.58 | 63.87 |       |       |       | 63.87      |                  |
| 10                | Ashraf Amgad Elseify | Catar         | x     | 63.29 | x     |       |       |       | 63.29      |                  |
| 11                | Kamalpreet Singh     | Índia         | 59.90 | 59.80 | 63.18 |       |       |       | 63.18      |                  |
| 12                | Arniel Ferrera       | Filipinas     | 59.03 | x     | 61.39 |       |       |       | 61.39      |                  |
| 13                | Kaushal Singh        | Índia         | 59.30 | 60.65 | 59.69 |       |       |       | 60.65      |                  |

Legenda
| Recorde mundial       | Recorde mundial (World record)               |                       | Recorde africano                      | Recorde africano (African) |                                           | Q | Classificado por posição (Qualified) |
| Recorde do campeonato | Recorde do campeonato (Championship record)  | Recorde da América    | Recorde da América (Americas)         | q                          | Classificado por melhor tempo (Qualified) |   |                                      |
| Melhor marca do ano   | Melhor marca do ano (World leading)          | Recorde asiático      | Recorde asiático (Asian)              | DNS                        | Não largou (Did not start)                |   |                                      |
| Recorde nacional      | Recorde nacional (National record)           | Recorde europeu       | Recorde europeu (European)            | DNF                        | Não terminou (Did not finish)             |   |                                      |
| Recorde pessoal       | Recorde pessoal do atleta (Personal best)    | Recorde da Oceania    | Recorde da Oceania (Oceania)          | DSQ / DQ                   | Desclassificado (Disqualified)            |   |                                      |
| Recorde da temporada  | Recorde da temporada do atleta (Season best) | Recorde sul-americano | Recorde sul-americano (South America) | NM                         | Sem marca (No mark)                       |   |                                      |